# Cytisus arboreus
Cytisus arboreus es un arbusto de la familia de las fabáceas.

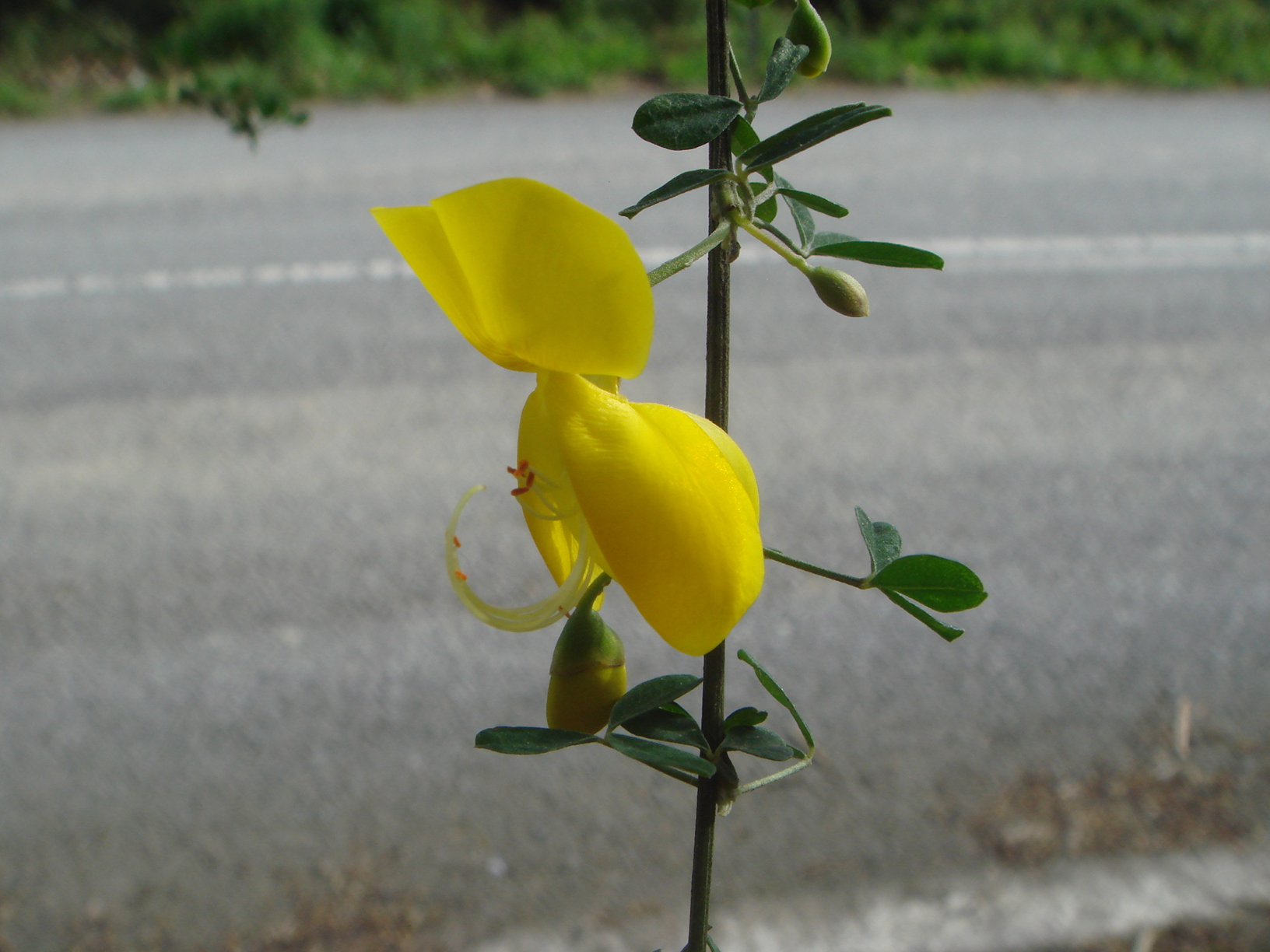
Detalle de la flor

## Descripción
El escobón (Cytisus arboreus) es un arbusto que puede adquirir bastante altura ( 4 metros o más). Tronco a veces bien definido, más o menos tortuoso que se agrieta longitudinalmente. Las ramas son listadas y las hojas trifoliadas con largo pedúnculo. Las flores pueden aparecer en grupos de tres, y son de color amarillo. Cáliz  campanular, verde primero, y más tarde pardo grisáceo, bilabiado. Las legumbres son pelosas (con pelos blanquecinos). Florece en primavera. Fructificación: al final de la primavera.

## Hábitat
Matorrales de bosques esclerófilos sobre suelos silíceos. En alcornocales aclarados. Necesita suelos húmedos.

## Distribución
Zonas costeras  mediterráneas de la península ibérica, costa suratlántica, Portugal, Cataluña, Andalucía, Extremadura, noroeste de África. Endemismo ibero-mauritano. Vive en casi toda el área mediterránea de Marruecos, por el este aparece también en Argelia en el Atlas Telliano.

## Taxonomía
Cytisus arboreus fue descrita por (Desf.), DC.  y publicado en Prodromus Systematis Naturalis Regni Vegetabilis 2: 154. 1825.
Etimología
Cytisus: nombre genérico que deriva de la palabra griaga: kutisus, un nombre griego de dos leguminosas, que verosímilmente son una alfafa Medicago arborea L. y un codeso Laburnum anagyroides Medik.
arboreus: epíteto latino que significa "con forma de árbol".
Sinonimia
- Cytisogenista arborea (Desf.) Rothm. in Repert. Spec. Nov. Regni Veg. 49: 56 (1940)
- Genista arborea (Desf.) Rouy in Rouy & Foucaud, Fl. France 5: 314 (1899)
- Spartium arboreum Desf., Fl. Atlant. 2: 131 (1798)
- Verzinum arboreum Raf., Sylva Tellur. 23 (1838), nom. illeg.
- Sarothamnus arboreus (Desf.) Webb, Iter Hisp. 52 (1838)[4]

## Nombres comunes
- Castellano: escobón, escobón negro.[4]

## Galería

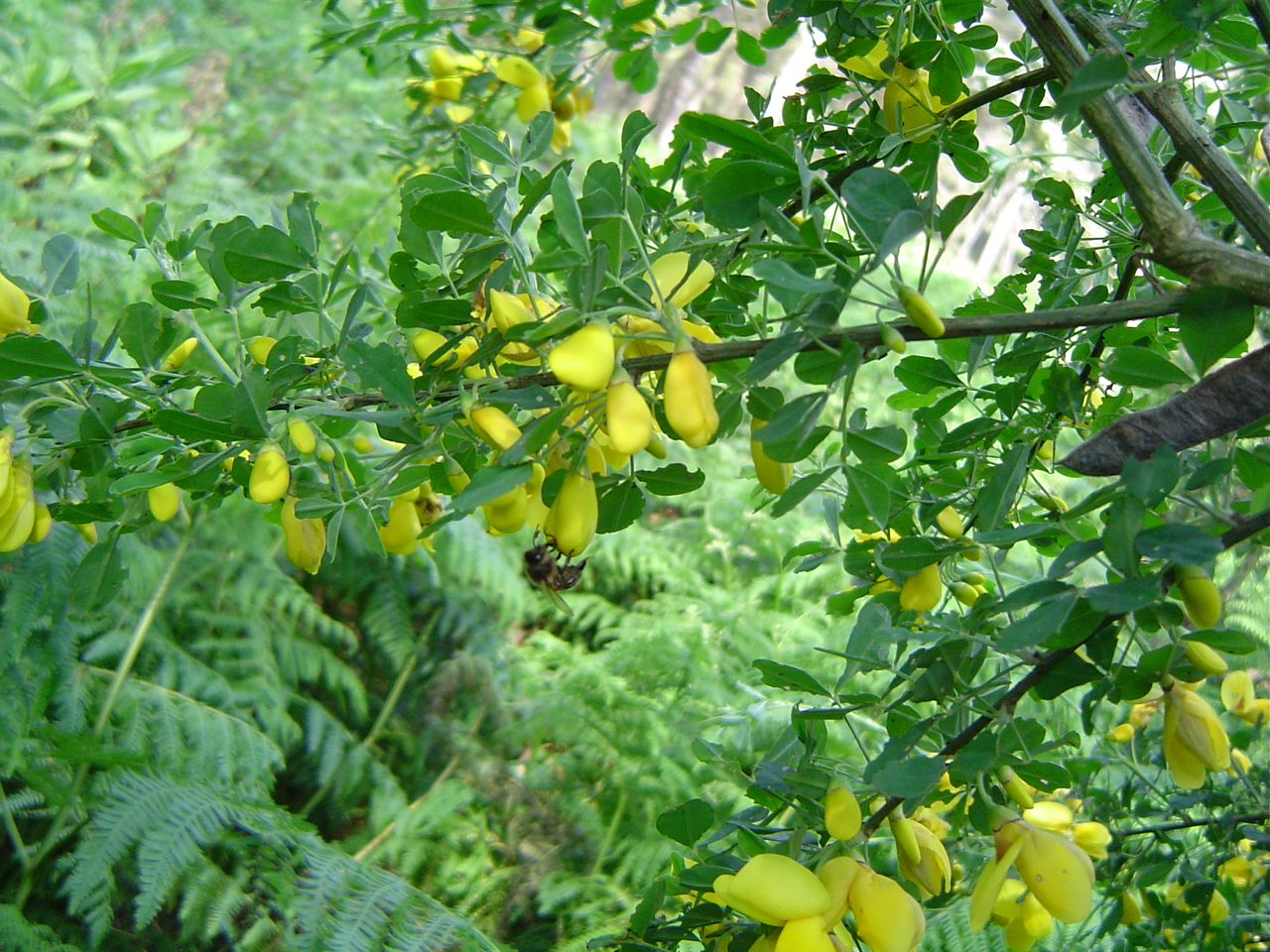
Cytisus arboreus
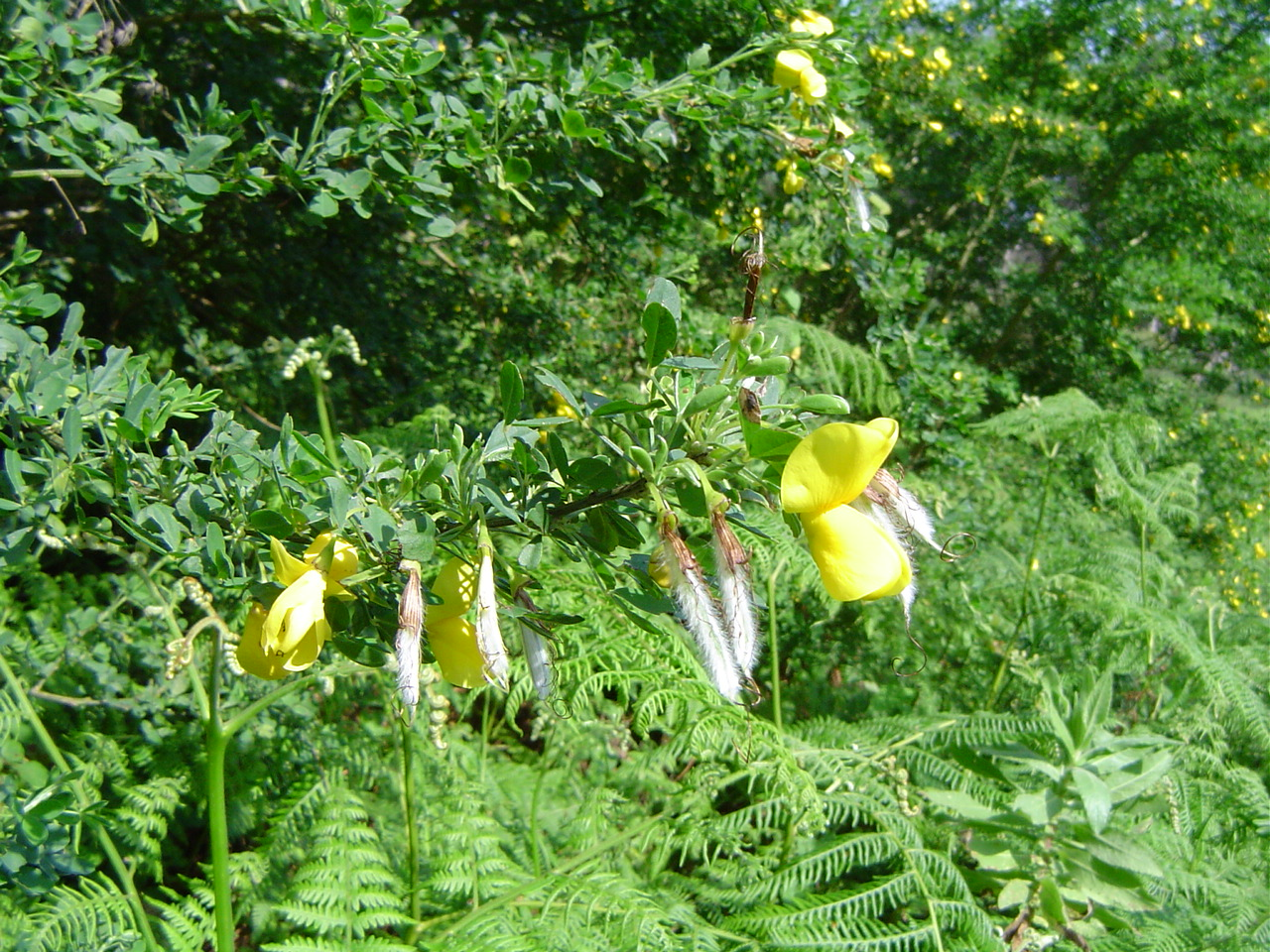
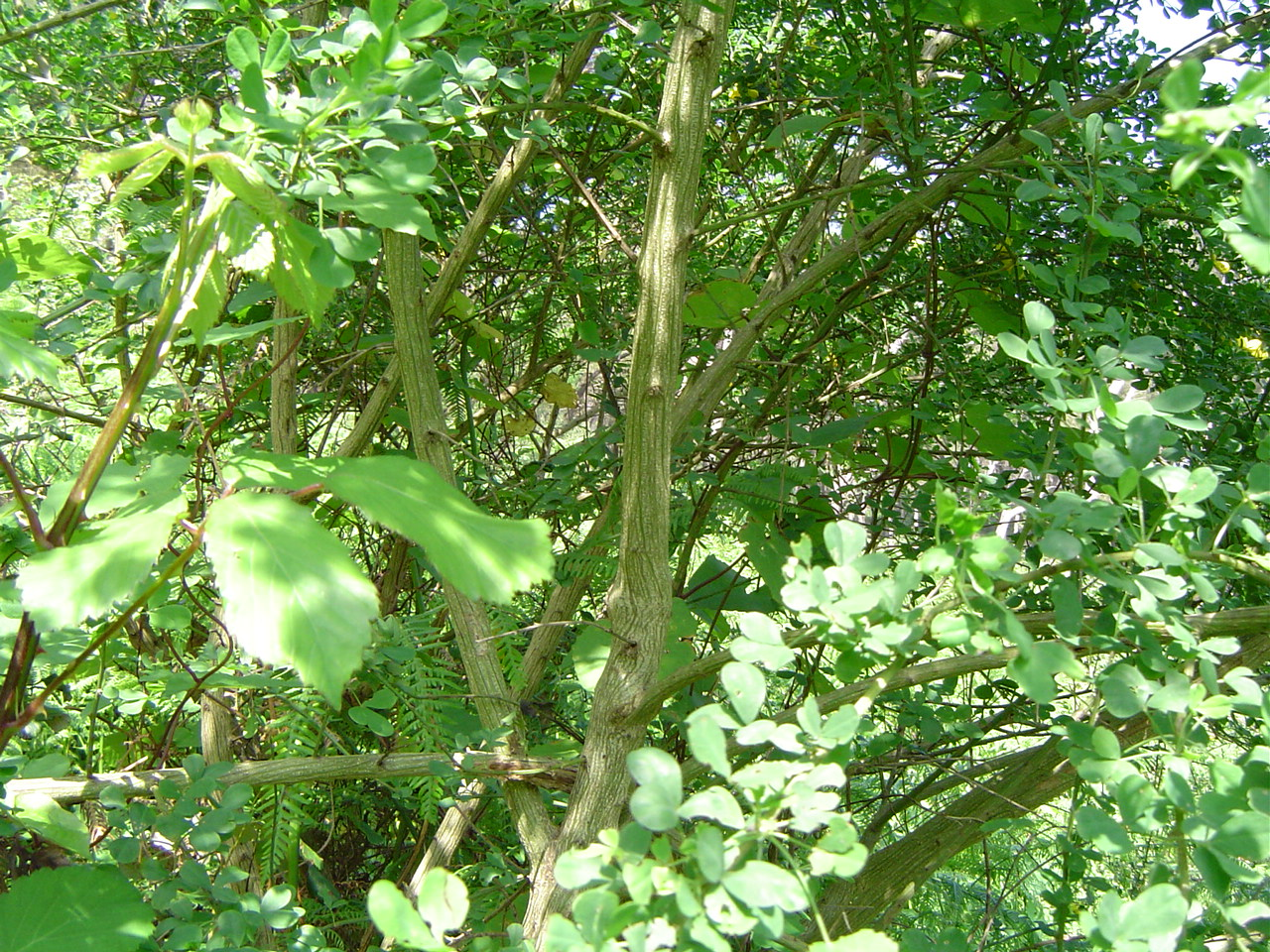
Ramas